# Forum mondial des droits de l'Homme
 (février 2015).
Le Forum mondial des droits de l’Homme a pour but de favoriser la rencontre et le dialogue entre les différents acteurs impliqués dans la défense des droits de l'Homme et ce sur un pied d'égalité. 
Le but est de créer un espace de rassemblement permettant des échanges fructueux d'idées et de connaissances ainsi que des retours d'expérience. Ces échanges doivent permettre une meilleure coopération entre les différents acteurs, qu'ils soient locaux, nationaux, régionaux ou mondiaux. Cette coopération débouche sur un renforcement des réseaux de solidarité, ce qui permet à terme de favoriser le respect des droits de l'Homme de par le monde.

## Le Forum mondial des droits de l’Homme
2800 représentants et une centaine de nationalités différentes étaient présents lors des dernières éditions du forum à la Cité Internationale des Congrès de Nantes. Le forum est donc devenu un important lieu de rencontres et d'échanges. 
À ce titre, il est soutenu moralement et financièrement par les collectivités territoriales locales : la Région Pays de la Loire, le département de la Loire-Atlantique, Nantes Métropole et la Ville de Nantes. Il bénéficie également du soutien de la Caisse des dépôts, de l'Organisation internationale de la francophonie ainsi que du ministère des Affaires étrangères et européennes. Le Secrétariat permanent international Droits de l'Homme et gouvernements locaux (SPIDH) est le responsable éditorial du forum avec le soutien d'un comité scientifique international. 
Les grands défenseurs des droits de l'Homme participent au Forum :
- Shirin Ebadi, avocate et défenseur des droits de l'Homme, Prix Nobel de la Paix 2003
- Rajagopal P. V., président de Ekta Parishad (Marche des sans terre en Inde)
- Robert Badinter, avocat et sénateur
- Lubna al-Hussein, journaliste au Soudan, etc.

Des intervenants d’envergure internationale :
- Souhayr Belhassen, avocate tunisienne, présidente de la Fédération internationale des droits de l’Homme (FIDH)
- Pierre Sané, ancien sous-directeur général pour les sciences humaines et sociales, Unesco
- Florence Aubenas, journaliste – écrivain, présidente de l’Observatoire international des prisons
- Angela Melo, vice-présidente de la Commission africaine des droits de l’Homme et des peuples
- Asma Jahangir, avocate près la Cour suprême, rapporteure spécial des Nations unies
- Paulo Sérgio Pinheiro, expert indépendant auprès des Nations unies
- Abdol-Karim LAHIDJI, président de la Ligue de défense des droits de l’Homme d’Iran (LDDHI), vice-président de la FIDH
- Geneviève GARRIGOS, présidente d’Amnesty International
- Etc.

### Forum de 2004
Le premier Forum a eu lieu en mai 2004 et a été organisé par la Ville de Nantes grâce au soutien de l'UNESCO. Ce Forum s'inscrivait dans le cadre de l'Année Internationale de Commémoration de la lutte contre l'Esclavage et de son Abolition et sous le haut patronage de Jacques Chirac. Les principaux sujets du Forum ont été le terrorisme, la discrimination et la pauvreté.

### Forum de 2008
Du 30 juin au 3 juillet 2008, le Forum s'est tenu à Nantes dans le cadre de la commémoration du 60e anniversaire de la Déclaration universelle des droits de l’Homme et a réuni 2500 participants et intervenants de plus de 100 nationalités différentes et 1300 scolaires de Nantes et ses environs.

### Forum de 2010
Le 4e Forum de Nantes s'est intéressé aux conséquences des différentes situations de crise sur les droits de l’Homme ainsi qu’à la façon dont les droits de l’Homme peuvent constituer un ensemble de solutions spécifiques face à ces situations.

« Le 4e Forum mondial des droits de l'Homme s’inscrit dans le contexte de la crise mondiale. Une crise qui menace les droits de l’Homme, mais une crise qui replace la valeur de l’Homme – dont le travail n’est pas une marchandise - au cœur des préoccupations. Plus que jamais, un tel Forum est nécessaire pour réfléchir ensemble à la place des droits de l’Homme, en France, comme en Europe et dans le monde. La mode est de dénoncer la « pensée unique » des droits de l’hommistes mais, face aux menaces du repli identitaire et du relativisme culturel, comment nier que seuls les droits de l’Homme sont en mesure de permettre un vivre ensemble à l’échelon local comme à l’échelle mondiale. »

— Emmanuel DECAUX, Professeur de droit international à l'Université Paris II Panthéon-Assas et Président du Secrétariat international permanent du Forum mondial des droits de l'Homme (Nantes)
Le 4e Forum mondial des droits de l’Homme est placé sous le haut patronage de l’Organisation des Nations unies pour les Sciences, l’Éducation et la Culture (UNESCO), secteur des sciences humaines et sociales.

### Forum de 2013
Le 5e Forum mondial des droits de l’Homme se déroulera du 22 au 25 mai 2013. Il sera organisé près d’un an après la Conférence des Nations unies sur le développement durable (Rio+20) et sera un des événements marquants de Nantes, capitale verte de l’Europe 2013. 
Ainsi, le 5e Forum mondial des droits de l’Homme sera l’occasion de rappeler l’urgence d’une approche du développement durable basée sur les droits de l’Homme : Droits de l’Homme et développement durable : même combat ? Pour le progrès social, un développement juste, un environnement protégé et une démocratie renforcée.

## La Charte-agenda mondiale des droits de l’Homme dans la Cité
En 2007, le Secrétariat international permanent Droits de l’Homme et gouvernements locaux a élaboré la Charte-agenda mondiale des droits de l’Homme dans la Cité. Cette Charte a finalement été adoptée lors du Conseil mondial de Florence.
Cette charte part du principe que les autorités locales peuvent et doivent être actives dans la défense et la promotion des droits de l’Homme. La Charte a pour but de les aider à les définir clairement et les mettre en œuvre à leur échelle. L'intérêt de la Charte est le lien entre les principes qu'elles défend et la proposition d'actions concrètes pour leur mise en œuvre au niveau local. L'objectif de la Charte est de faire en sorte que les collectivités qui la signent s'engagent à mettre en place ses actions chacune à leur niveau. Par ailleurs, ces propositions sont complétées par un échéancier et des indicateurs permettant de les concrétiser.
La Charte-agenda proposée par le SPIDH peut être reliée à d'autres initiatives comme la Charte montréalaise des droits et des responsabilités, la Charte mondiale du droit à la ville, la Charte européenne des droits de l’Homme dans la ville.

## Le Secrétariat international permanentDroits de l’Homme et gouvernements locaux
Le Secrétariat permanent international Droits de l’Homme et gouvernements locaux (SPIDH) est une association de droit français loi 1901 créée en 2007 à la suite du Forum des droits de l'Homme de 2006. Elle est dotée de deux missions principales :
• l'organisation du Forum mondial des droits de l’Homme à Nantes
• le développement et le renforcement de réseaux internationaux d’acteurs agissant dans le domaine des droits de l’Homme, plus particulièrement à un niveau local.

### Activités générales du SPIDH
Ainsi, le SPIDH :
• anime le groupe de travail "Droits de l'Homme et gouvernements locaux" au sein de CGLU (Cités et gouvernements locaux unis).
• est partenaire de la Conférence des villes européennes pour les droits de l’Homme
• anime pour la Ville de Nantes le groupe de travail Droits de l’Homme et Développement de l’Alliance mondiale des villes contre la pauvreté (programme WACAP animé par le Programme des Nations unies pour le développement/PNUD).
• participe à la plate-forme de la société civile de l’Agence des droits fondamentaux de l'Union européenne (FRA)
• collabore avec la Coalition européenne des villes contre le racisme (ECCAR).

### Activités spécifiques du SPIDH
Par ailleurs, le SPIDH développe plusieurs axes de travail plus spécifiques sur le développement durable, le droit à l'alimentation, à la souveraineté et à la sécurité alimentaire, l'accès à la terre (en association avec l'Université de Nantes et le programme de recherche européen Lascaux "Droit – Aliments – Terre") ou encore les esclavages d'hier et d'aujourd'hui.